# Bobby Duncan
Robert Duncan, meglio noto come Bobby (27 aprile 1945), è un ex calciatore scozzese, di ruolo difensore.

## Carriera
Cresciuto nel Bonnyrigg Rose Athletic, nel 1963 viene ingaggiato dall'Hibernian. Nella stagione 1963-1964, quella d'esordio, ottiene il decimo posto finale, a cui segue un quarto posto in quella seguente.
Nella stagione 1965-1966 Duncan con il suo club ottiene il sesto posto finale, a cui segue un quinto l'anno seguente.
Nell'estate 1967 con gli Hibs disputò l'unica edizione del campionato dell'United Soccer Association, lega che poteva fregiarsi del titolo di campionato di Prima Divisione su riconoscimento della FIFA: quell'edizione della Lega fu disputata utilizzando squadre europee e sudamericane in rappresentanza di quelle della USA, che non avevano avuto tempo di riorganizzarsi dopo la scissione che aveva dato vita al campionato concorrente della National Professional Soccer League; gli scozzesi rappresentarono i Toronto City Soccer Club. Gli Hibs, nelle veci del Toronto City non superarono le qualificazioni per i play-off, chiudendo la stagione al terzo posto della Eastern Division.
Nella stagione 1967-1968 ottiene il terzo posto finale, raggiungendo inoltre la semifinale della Coppa delle Fiere 1967-1968.
Chiude la Scottish Division One 1968-1969 al dodicesimo posto, mentre il cammino nella Coppa delle Fiere 1968-1969 si ferma agli ottavi di finale. Raggiunge inoltre la finale della Scottish League Cup 1968-1969, persa contro il Celtic Football Club.
Nella stagione 1969-1970 ottiene il terzo posto finale, a cui segue nel 1970-1971, ultima stagione di Duncan agli Hibs, il dodicesimo posto finale.
Passa nella stagione 1971-1972 all'East Fife, con cui ottiene il sedicesimo posto finale.